# Vladoš
Vladoš (cyr. Владош) – wieś w Czarnogórze, w gminie Kolašin. W 2011 roku liczyła 44 mieszkańców.